# Romulus temploma
Romulus temploma műemlék Rómában, a Forum Romanumon, ma a Santi Cosmano e Damiano-templom előcsarnoka (a 6. században építették bele). 
Építésének idejéről és a névadójáról pontos információt nem tudnak. Két Romulus is szóba került a név eredeti viselőjeként. Egyes régebbi feltételezések szerint Róma alapítója volt az a Romulus, kinek nevére szentelték az építményt, míg a mai írások általában Maxentius császár fiát, Marcus Valerius Romulust említik, mint névadó személyt, kinek tiszteletére 309-ben, a 14 év körüli korában meghalt fia emlékére emeltette az uralkodó. 
Romulus egykori temploma kör alakú téglaépület, melyet kupola fed. Két négyszögletes melléktér s egy oszlopcsarnok egészíti ki.  Kapui eredetiek, bronzból készültek.  
Különleges kincsei egy 18. századi nápolyi faragvány, mely Jézus születését ábrázolja, s egy bizánci apszismozaik, amely Krisztust a narancssárga felhők előtt trónolva festi meg. 